# 耶律適禄
耶律適禄（やりつ てきろく、生没年不詳）は、遼（契丹）の軍人。字は撒懶。

## 経歴
清寧初年、本班郎君となり、まもなく宿直官に転じた。乾統年間、阻卜征討に功績を挙げ、奉宸の位を加えられた。護衛太保を経て、弘義宮副使に転じた。上京臨潢府で趙鍾哥が起兵して反抗すると、適禄が趙を捕らえた。泰州観察使を加えられ、達魯虢部節度使となった。
天慶年間、興中府知府となり、金吾衛上将軍の位を加えられた。武装集団のために殺害された。

## 伝記資料
- 『遼史』巻95 列伝第25